# Rutinas de entrenamiento (Cienciología)
Las rutinas de entrenamiento (training routines, TR) son servicios introductorios de la Iglesia de la Cienciología y de programas afiliados como Narconon, Criminon y WISE. La Iglesia los describe como una forma de aprender a comunicarse de manera efectiva y a controlar situaciones. Algunos críticos y ex cienciólogos afirman que las rutinas de entrenamiento tienen un fuerte efecto hipnótico, provocando alucinaciones y una experiencia extracorporal conocida como exteriorización.
Las rutinas de entrenamiento se utilizan en el programa Narconon para superar las influencias que la teoría de la Cienciología considera relevantes con respecto al consumo de drogas y la reincidencia. La iglesia afirma que ha logrado una tasa de éxito de alrededor del 80 por ciento, pero los críticos creen que estas afirmaciones carecen de fundamento.

## Rutinas de entrenamiento más bajas
Numeradas del 0 al 4, enfatizan en el "círculo de comunicación" de la Cienciología.

### OT TR-0: Confrontando Thetán Operando
Dos estudiantes se sientan uno frente al otro con los ojos cerrados. La rutina termina cuando ambos estudiantes pueden permanecer sentados durante un período prolongado sin moverse ni sentirse somnolientos.

### TR-0: Confrontando
En el primer ejercicio, un alumno y un entrenador se enfrentan con los ojos abiertos. La rutina termina cuando el estudiante puede enfrentarse al entrenador durante al menos dos horas sin movimiento, parpadeo excesivo o pérdida de atención. El segundo ejercicio es el mismo, excepto que el entrenador intenta distraer al estudiante tanto verbal como físicamente.

### TR-0: Hostigamiento de toro
El entrenador le dice cosas al alumno para intentar provocar una reacción. El entrenador puede decir o hacer cualquier cosa excepto levantarse de la silla. El estudiante debe poder sentarse y mirar al entrenador sin distraerse ni reaccionar de ninguna manera. Si lo hace, el entrenador le reprueba y el TR comienza de nuevo. El entrenador intentará encontrar los "botones" del estudiante (cosas que provocan una reacción). El propósito declarado de este TR es capacitar al estudiante para que esté presente en una situación de comunicación sin distraerse.

### TR-1: Querida Alicia
El estudiante lee varias líneas de «Alicia en el país de las maravillas» al entrenador como si las dijera él mismo. El entrenador reconoce la línea o reprueba al estudiante en función de si la línea se comunica claramente.

### TR-2: Reconocimientos
El entrenador lee las líneas de los estudiantes de Alicia en el país de las maravillas en una inversión de TR-1. El alumno debe reconocer cada línea para finalizar claramente el ciclo de comunicación.

### TR-3: Pregunta duplicativa
El estudiante pregunta repetidamente al entrenador: "¿Vuelan los pájaros?" o "¿Nadan los peces?" Si el entrenador responde a la pregunta, el estudiante reconoce la respuesta. Si el entrenador dice algo más, el estudiante avisa al entrenador de que repetirá la pregunta y luego lo hace.

### TR-4: Originaciones
El estudiante repetidamente hace una pregunta al entrenador como en TR-3. Si el entrenador origina una declaración no relacionada con la pregunta, el estudiante maneja la originación según sea necesario y luego continúa la rutina.

## Rutinas de entrenamiento más elevadas de adoctrinamiento
Numeradas del 6 al 9, enfatizan la capacidad del estudiante para controlar a las personas y las situaciones.

### TR-6: Control del cuerpo
El alumno mueve el cuerpo del entrenador por una habitación. En la primera mitad de la rutina, el estudiante "dirige" al entrenador con acciones silenciosas. En la segunda mitad, el estudiante usa comandos verbales como "Camina hacia esa pared". Cada comando verbal exitoso debe ser reconocido.

### TR-7: Adoctrinamiento de instituto
Esta rutina es similar a TR-6, excepto que el entrenador resiste al estudiante verbal y físicamente. El estudiante puede usar el contacto físico para hacer cumplir una orden. La rutina continúa hasta que el estudiante puede controlar completamente al entrenador a pesar de los intentos de detener el control.

### TR-8: Tono 40 en un objeto
El estudiante ordena repetidamente a un cenicero que se ponga de pie y se siente, reconociendo cada acción. Aunque el alumno sujeta el cenicero durante todo el ejercicio, el objetivo es hacer que el cenicero se mueva únicamente por el "tono 40" intencionado.

### TR-9: Tono 90 en una persona
Como en TR-6, el estudiante mueve al entrenador por una habitación con comandos verbales. El entrenador se resiste y el estudiante debe usar una combinación de control físico suave e intención tácita para hacer que el entrenador obedezca. La rutina continúa hasta que el alumno puede mantener la intención exacta a pesar de la resistencia.